# Hamasien
Le Hamasien (en guèze : ሓማሴን) est une ancienne province de l'Éthiopie puis de l'Érythrée autour d'Asmara. En 1996, la province a été divisée entre les régions de Maekel (principalement), Debub, Semien-Keih-Bahri, Gash-Barka et Anseba.

## Histoire
L'ancienne entité du Hamasien était un centre politique et économique, selon des fouilles entreprises dans la région de Sembel qui en font remonter l'origine au IXe siècle av. J.-C. Le nom est mentionné dans une inscription du roi axoumite Ezana, au IVe siècle de notre ère.
Au début du XIXe siècle, Shum-Agame Subagadis, dirigeant du Tigray, soumet les hauts plateaux de l’Erythrée et nomme Embet Ilen, avec qui il a noué des alliances, gouverneure de la région d'Asmara, avant de décéder en 1831. Ilen conserve son poste en s'alliant à Wube Haile Maryam. À la fin des années 1840, elle abandonne sa régence à son fils, Woldemichael Solomon.
À la fin du XIXe siècle, le negus Yohannes IV confie son administration au ras Alula Engeda, qui crée Asmara en 1885.
Les forces éthiopiennes luttent ensuite pour le contrôle de la région avec les Égyptiens, les mahdistes soudanais puis les Italiens. Après la mort de Yohannes IV à la bataille de Metemma en 1889, le Hamasien est occupé par les Italiens qui l'incorporent à leur colonie d'Érythrée et font d'Asmara sa capitale. Ils parviennent à garder le contrôle de la province en dépit de leur défaite à Adwa en 1896.

## Population
Les habitants du Hamasien sont principalement chrétiens, membres de l'Église érythréenne orthodoxe. Certains sont musulmans sunnites, catholiques ou protestants luthériens.